# Кершер, Альберт
Альберт Кершер (29.03.1916 — 12.06.2011, Ингольштадт) — немецкий танкист, ас Панцерваффе. Служил командиром танка  Тигр в 502-м батальоне тяжелых танков (с января 1945  — 511-й тяжелый батальон (нем. Schwere Panzer-Abteilung 511)). Получил известность во время боев в Эстонии летом 1944 года. Совместно с другим известным асом   Отто Кариусом задержал продвижение советских танковых частей в районе Нарвы.

## Биография
Родился 29 марта 1916 года в Баварии. Во время Второй мировой войны принимал участие в боях на Восточном фронте. Незадолго до окончания войны во время боев в Восточной Пруссии был ранен и отправлен в тыл. После капитуляции Германии попал в плен к англичанам.
В 1956 году был зачислен в Бундесвер; в 1969 году вышел в отставку в звании старшего прапорщика. Умер 12 июня 2011 года в Ингольштадте, Бавария.

## Выдающиеся боевые эпизоды

### Малинова
22 июля  1944 года два взвода «Тигров»  под командованием лейтенанта Ниенштедта, были размещены в пригороде Даугавпилса, на возможном направлении наступления советских танковых сил. Два танка под командованием Кершера и Отто Кариуса отправились на разведку в село Малинова где предполагалось состредоточение советских танков, остальные шесть «Тигров» остались на исходной позиции. План заключался в том, чтобы выманить советские танки под огонь «Тигров», находившихся в засаде. Обнаружив в селе советскую штурмовую колонну, Кершер и Карриус вступили в бой и, пользуясь фактором внезапности, за 20 минут уничтожили 17 танков: 7 Т-34 и 10 ИС.

### Оборона Пиллау
Во время боев в Восточной Пруссии  13 апреля 1945 года, два «Тигра» из Schwere Panzer-Abteilung 511, одним из которых командовал Кершер, уничтожили колонну  из примерно 50 советских танков. 21 и 22 апреля группа Кершера в составе одного Tiger 2, одного  Panzer IV и двух САУ Hetzers, отразила атаку советских танков на Пиллау, тем самым дав возможность эвакуировать из города тысячи раненых и гражданских.

## Награды
- Железный крест
  - Железный Крест II степени 1939 г.
  - Железный Крест I степени 1939 г.
- Танковый значок
  - Серебряный Танковый значок
  - Знак за уничтожение 50 танков
  - Знак за уничтожение 75 танков
  - Знак за уничтожение 100 танков -(15 февраля 1945 г.)
- Медаль «За зимнюю кампанию на Востоке 1941/42»
- Рыцарский крест Железного креста (23 октября 1944 г.)[1]

### Комментарии
1. ↑  Эпизод описан в книге Карриуса «Тигры в грязи» (нем. Tiger im Schlamm, ASIN B0000BH2FP)

### Сноски
1. ↑  Fellgiebel 2000, p. 208.